# Secció d'hoquei sobre patins del Sporting Clube de Portugal
La Secció d'hoquei patins del Sporting Clube de Portugal és una de les seccions esportives que componem el club. La secció va ser fundada l'any 1923, si bé va suspendre aviat la seva activitat, reemprenent-se al 1936. Posteriorment, malgrat diversos èxits esportius, tornaria a desaparèixer per reaparèixer de l'any 1956 al 1995, quan de nou desapareix per motius econòmics. L'any 2010 torna a reprendre la seva activitat fins a l'actualitat.
L'Sporting juga el seus partits com a local al Pavilhão João Rocha, amb capacitat per a 3000 persones i forma part dels quatre grans clubs d'hoquei sobre patins de Portugal, país on aquest esport te una gran tradició.
Des del 2019 disposa tant d'equip masculí com d'equip femení, ambdós a la màxima categoria nacional del hoquei sobre patins.

## Equip masculí
La secció guanya el seu primer títol nacional l'any 1939 al guanyar la lliga portuguesas, però malgrat aquest èxit inicial, la secció desapareix fins al 1956. Retornada l'activitat, l'equip viu entre 1956 i 1995, quan de nou torna a desaparèixer, una època daurada amb sis Lligues més, així com quatre Copes i una Supercopa. A més a més, a nivell internacional, guanya la Copa d'Europa de 1977 derrotant al CP Vilanova a la final, així com tres Recopes d'Europa i una Copa de la CERS.
L'any 2010 retorna a la competició, aconseguint el seu primer títol de la repressa la temporada 2014-15 guanyant la Copa de la CERS enfront el Reus Deportiu en una final disputada al Pavelló Les Comes d'Igualada.
Posteriorment, el club entraria de nou en dinàmica guanyador aconseguint les Lligues de la temporada 2017-18 i 2020-21. Paral·lelament, guanya dos Copes d'Europa de forma consecutiva els anys 2019 i 2021 (l'any 2020 queda suspesa per la pandèmia de Covid-19), ambdues davant del FC Porto a la final, així com dos Copes Continentals. L'any 2024 alça de nou la Copa d'Europa.

### Palmarès masculí
- 4 Copa d'Europa: 1976-77, 2018-19, 2020-21, 2023-24.[1][2]
- 2 Copa de la CERS: 1983-84, 2014-15.[3]
- 3 Recopa d'Europa: 1980-81, 1984-85, 1990-91.
- 2 Copa Continental: 2019-20, 2021-22.
- 9 Lligues de Portugal: 1938-39, 1974-75, 1975-76, 1976-77, 1977-78, 1981-82, 1987-88, 2017-18, 2020-21.
- 4 Copes de Portugal: 1976–77, 1977–78, 1983–84, 1989–90.
- 2 Supercopes de Portugal: 1983, 2015.

### Jugadors destacats
- Júlio Rendeiro
- António Livramento
- Ricardo Figueira
- Pedro Gil[4]
- Raúl Marín[5]
- Ferran Font[6]
- Matías Platero[7]
- Toni Pérez

## Equip femení
L'any 2019 s'inicia la branca femenina de la secció de l'hoquei patins i actualment disputa la màxima categoria a nivell nacional. Malgrat no haver guanyat cap títol, han estat subcampiones de Lliga la temporada 2020-21 i 2021-22, així com finalistes de Copa l'any 2022.